# 児玉房子
児玉 房子（こだま ふさこ、1941年 - 2017年5月10日）は、日本のガラス絵作家、画家、エッセイスト。同姓同名の写真家とは別人。

## 略歴
1941年東京生まれ。
ガラス絵を本格的に習得するためにルーマニアなどにて学ぶ。軍隊を持たない国であるコスタリカを度々訪れ、ガラス絵で日本に紹介したほか、2002年には、日本・ルーマニア交流百周年記念行事の一環として、ルーマニア各地で巡回展を開催。
佐藤貴美子のしんぶん赤旗連載小説『母さんの樹』『われら青春の時』などの挿絵を担当。
1995年岩手県遠野市附馬牛に移住し、岩手出身の童話作家・宮沢賢治の童話を表現した連作や、遠野で働く女性たちを取り上げた画文集の執筆など、活発に創作活動を行う。
2015年には、自らの作品を展示する天ヶ森ガラス絵館を自宅近くに開設。
2017年5月10日、白血病のため逝去。

## 著書
- 『ガラス絵に魅せられて―四十二歳・女の旅立ち』1993年 新日本出版社
- 『コスタリカ賛歌―絵かきが目と手と足でみた』2001年 草の根出版会
- 『女たちの遠野』2003年 草の根出版会
- 『ガラス絵で宮沢賢治のくにへ』2008年 草の根出版会
- 『ガラス絵の宮沢賢治』(全10巻) (2005〜2008年）草の根出版会

## 関連映画
『どこかに美しい村はないか～幻想の村遠野・児玉房子ガラス絵の世界より～』2020年